# Индекс UX
Индекс UX, «Индекс украинских акций» — украинский фондовый индекс, который рассчитывается в ходе торгов на Украинской бирже. Индекс рассчитывается в режиме реального времени, значения индекса публикуются каждые 15 секунд, а также транслируются всем участникам торгов через биржевой терминал.
Базовым периодом является 26 марта 2009 года — начало регулярных торгов. На эту дату значение индекса принято равным 500. Индекс является взвешенным по капитализации с учётом свободных акций.

## Расчёт индекса
Индекс рассчитывается как отношение суммарной рыночной капитализации ценных бумаг «индексной корзины» (включенных в список для расчета индекса), к суммарной рыночной капитализации этих ценных бумаг на дату базового периода, умноженное на значение индекса на начальную дату (500) и на поправочный коэффициент (сейчас 1).
Состав «индексной корзины» определяется Индексным комитетом и состоит не менее чем из 10 наиболее ликвидных акций украинских компаний. Выбор акций осуществляется на основе экспертной оценки. Планируется регулярный пересмотр состава 15 марта, 15 июня, 15 сентября, 15 декабря.

## Индексная корзина
По состоянию на 16.06.2016 в «индексную корзину» входили (в скобках тикер эмитента):
| № п/п | Компания и тикер             | Вес в индексе, % | Влияние на индекс в пунктах |
| ----- | ---------------------------- | ---------------- | --------------------------- |
| 1     | Донбасенерго (DOEN)          | 9,31             | 0,000                       |
| 2     | Райффайзен банк Аваль (BAVL) | 19,85            | 0,329                       |
| 3     | Центрэнерго (CEEN)           | 25,78            | -3,035                      |
| 4     | Мотор Сич (MSICH)            | 23,98            | -4,117                      |
| 5     | Укрнафта (UNAF)              | 21,07            | -3,426                      |